# Spoorlijn Gien - Argent
De spoorlijn Gien - Argent was een Franse spoorlijn van Gien naar Argent-sur-Sauldre. De lijn was 22,6 km lang en heeft als lijnnummer 685 000.

## Geschiedenis
De lijn werd geopend door de Compagnie du chemin de fer de Paris à Orléans op 18 december 1893. Tussen 26 februari 1917 en 8 februari 1920 was de lijn op last van de militaire autoriteiten gesloten voor alle verkeer. Personenvervoer werd definitief opgeheven op 1 september 1932.
Goederenvervoer is diverse malen gestaakt en weer ingevoerd. Op 8 juni 1940 werd een van de traveeën van de spoorbrug over de Loire door het Franse leger vernietigd, op 15 oktober 1941 kon het spoorverkeer weer hersteld worden. Op 22 augustus 1944 werd door het terugtrekkende Duitse leger een deel van de spoorbrug vernield, dit was op 25 april 1947 weer hersteld. Daarna was er tot 1953 spoorvervoer tussen Coullons en Argent en tot 6 maart 1972 tussen Gien en Coullons. 
Tussen Gien en Poilly werd in 1976 het goederenvervoer weer ingevoerd ten behoeve van Axereal, vanaf dat moment werd dit gedeelte van de lijn hernoemd naar stamlijn Gien onder het nummer 685 606. Na het ontsporen van een maïstrein door de slechte staat van het spoor werd op 6 juni 2013 het goederenvervoer definitief gestaakt.

## Aansluitingen
In de volgende plaatsen was er een aansluiting op de volgende spoorlijnen:
Gien
RFN 687 000, spoorlijn tussen Orléans en Gien
RFN 750 000, spoorlijn tussen Moret-Veneux-les-Sablons en Lyon-Perrache
RFN 751 000, spoorlijn tussen Auxerre-Saint-Gervais en Gien
Argent-sur-Sauldre
RFN 682 000, spoorlijn tussen Auxy - Juranville en Bourges

## Galerij

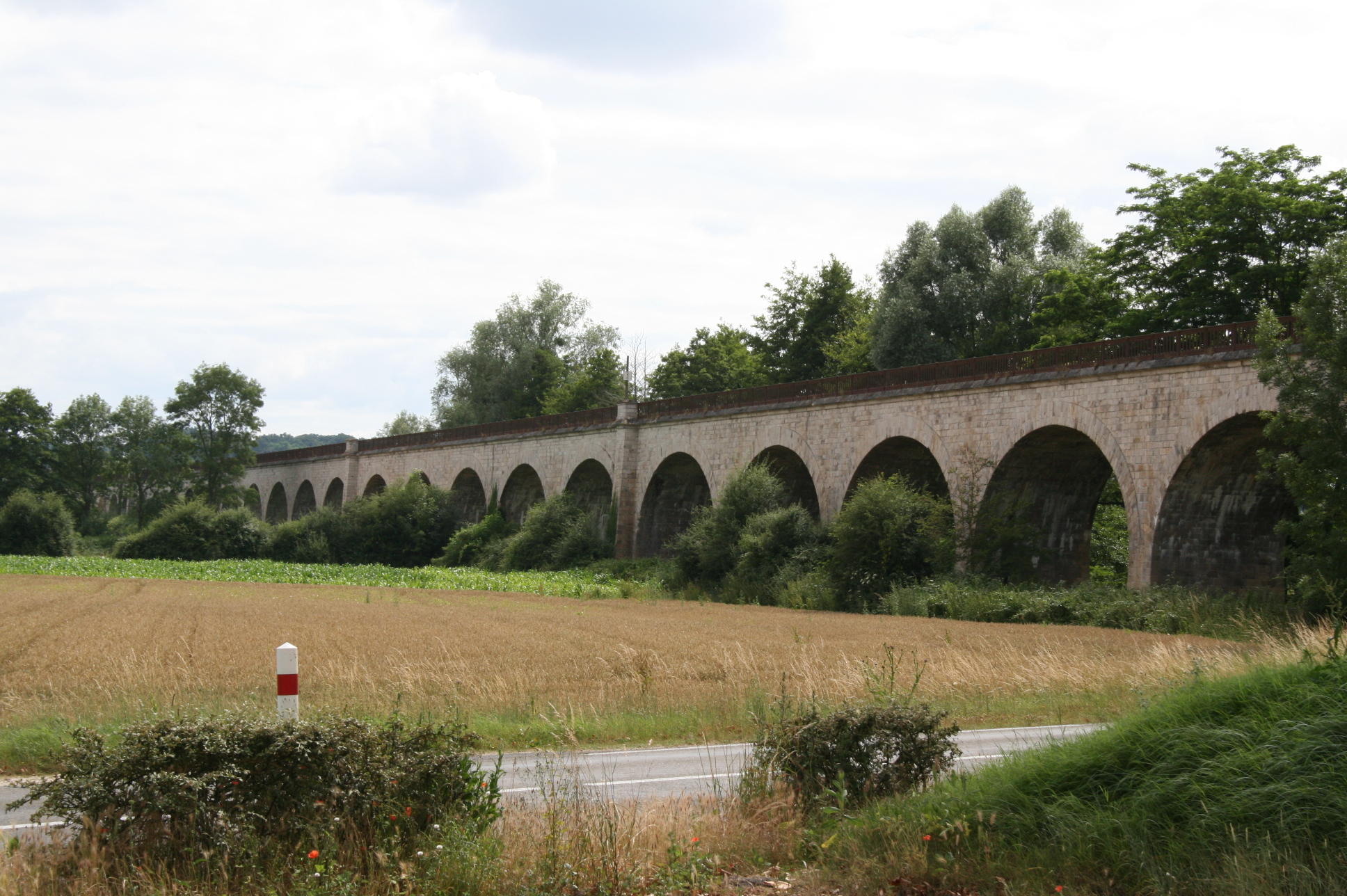
Viaduct van Gien over de rechteroever van de Loire.
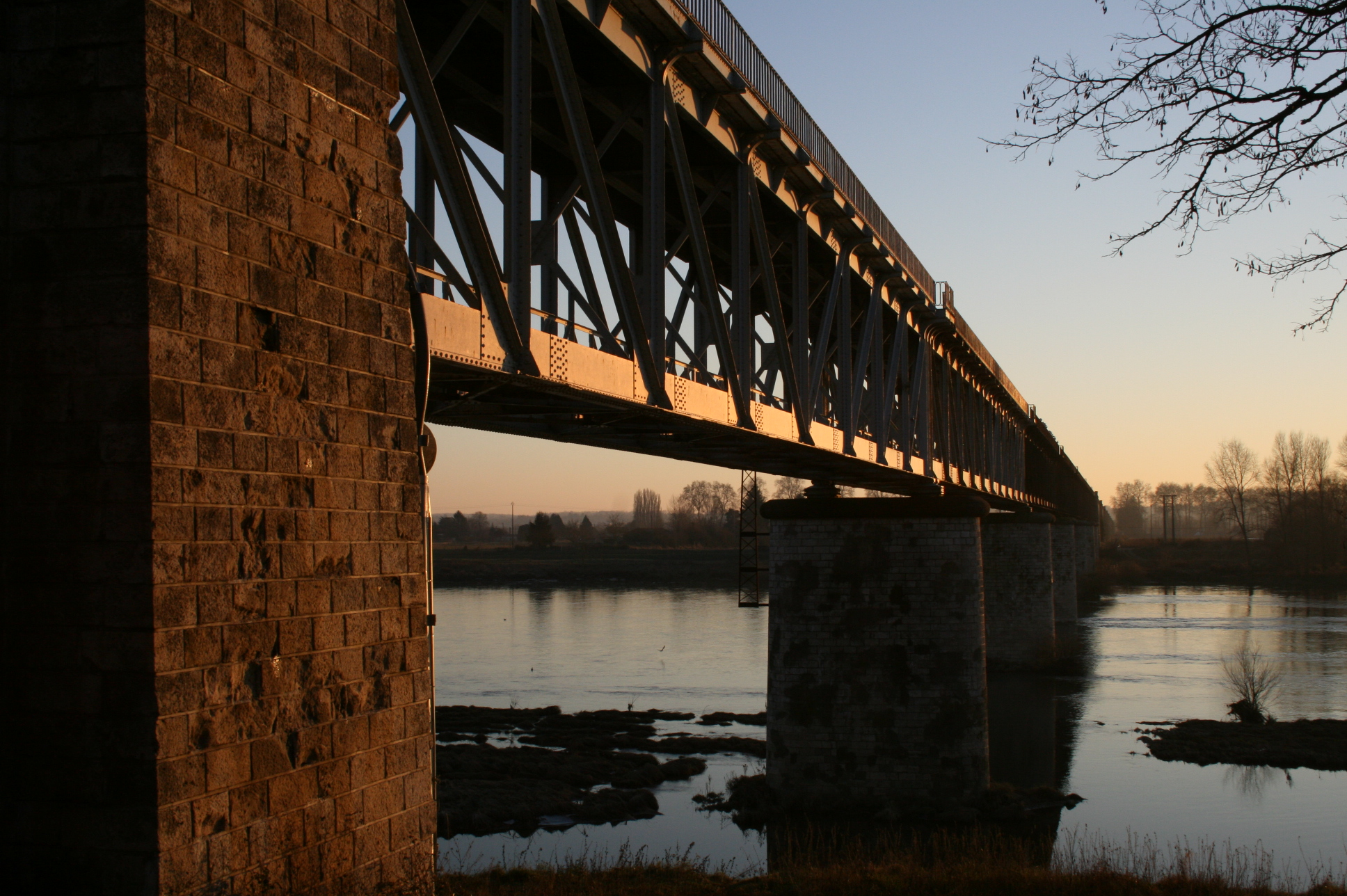
Viaduct van Gien over de Loire.